# 2022年北顿涅茨克战役
北顿涅茨克战役是2022年俄羅斯入侵烏克蘭期間的的一場军事战斗，交战双方分别是俄罗斯武装部队和乌克兰武装部队。此次战役爆发于2022年5月6日，为2022年俄罗斯入侵乌克兰的东部攻势战役之一。戰役爆發時北顿涅茨克是卢甘斯克州實質上的政治中心。2022年6月24日，烏克蘭當局下令烏克蘭軍隊撤出北頓涅茨克，次日俄羅斯军队完全控制该市。

## 前奏
2022年2月28日下午3点左右，俄军开始炮轰北顿涅茨克。 根据卢甘斯克地区军事管理局局长谢尔盖·盖达伊的说法，此次炮击造成1人死亡，多人受伤，该地区的天然气管道亦受损。
3月2日，据媒体称，几乎所有位于北顿涅茨克附近的村庄都发生了激烈的军事战斗。俄军继续炮轰该城市，包括一个充当防空洞的学校体育馆，但并没有死亡报告传出。 当日下午3点20分左右，乌克兰官员称俄军曾试图进驻该市，但被击退。
截至2022年5月下旬，盧甘斯克州境內基本上只有北頓涅茨克和利西昌斯克仍然由烏克蘭實際控制。

## 战斗过程
5月27日，俄罗斯开始对北顿涅茨克發動地面攻击。卡德罗夫军占领了北顿涅茨克北部的一家旅馆。战争研究所表示，俄罗斯和乌克兰雙方都损失惨重。5月29日，俄罗斯军队与乌克兰士兵在北顿涅茨克市中心展開了近距离战斗。
截至5月31日上午，俄罗斯军队控制了北顿涅茨克三分之一至一半的地区。當晚，烏克蘭當局也承認北顿涅茨克70%至80%的地區被佔領。6月1日，北顿涅茨克一家化工厂遭到俄罗斯轰炸。乌克兰方面表示他們杀死了200名俄羅斯士兵並且還俘虏了六名俄罗斯士兵。
6月3日，卢甘斯克州州长表示乌克兰夺回了北頓涅茨克20%的领土。這位州長還表示俄罗斯為阻止烏克蘭援軍的抵達，還炸毁北頓涅茨克的桥梁。
6月6日，乌克兰和俄罗斯军队在北顿涅茨克展开巷战。6月7日，俄罗斯国防部长绍伊古表示，俄军已经控制了北顿涅茨克的居民区。6月8日，盧甘斯克州州長承認烏軍暫時撤離至北頓涅茨克郊區。6月9日，盧甘斯克州州長表示該市九成領土處於俄軍控制之下。6月13日，盧甘斯克州州長又表示俄軍控制了該市7成的面積，而且連接北頓涅茨克和利西昌斯克的三座大橋已全部被摧毀，約有500名平民在北頓涅茨克亞若特化工廠躲避戰火。截至6月14日，俄罗斯军队已经控制了该市80%的地区，并切断了该市所有的逃生路线。
6月15日，北顿涅茨克的烏克蘭守軍拒絕響應俄軍的投降呼籲
。6月17日，俄羅斯方面表示已經有烏克蘭軍隊投降 。6月18日，谢尔盖·盖达伊表示俄羅斯還沒有完全控制北頓涅茨克。烏克蘭总參謀部表示，俄軍正在進攻梅乔尔基涅，而且取得了部分成功。
6月19日，谢尔盖·盖达伊表示烏克蘭仍然控制北頓涅茨克三分之一的領土，不過俄軍已經佔領了梅乔尔基涅，並且繼續轟炸亞若特化工廠。6月20日，谢尔盖·盖达伊又表示乌克兰军队只控制北頓涅茨克境內的亞若特化工廠所在的工業區。
6月22日，乌克兰方面表示包括米爾納多利納在內的三個村鎮已被俄軍控制。
6月24日，烏克蘭軍隊從北頓涅茨克撤出，此時北頓涅茨克九成的城市面積已遭破壞。俄军于次日完全控制北顿涅茨克。

## 俄軍被指控袭击平民
俄军被指控在北顿涅茨克地区多次袭击民用设施。2022年3月17日，卢甘斯克地区军事管理局局长谢尔盖·盖达伊发表报告称，俄军曾开枪扫射一个为妇女及儿童准备的避难所，并宣称“卢甘斯克州不再有安全的地方”。3月22日，谢尔盖·盖达伊再次报道称，俄军轰炸了当地的一间儿童医院，该医院的屋顶起火，但无人受伤。